# Vievy-le-Rayé
Vievy-le-Rayé település Franciaországban, Loir-et-Cher megyében. Lakosainak száma 466 fő (2022. január 1.). Vievy-le-Rayé Fréteval, Lignières, Moisy, Morée, Saint-Léonard-en-Beauce, Beauce-la-Romaine és Oucques La Nouvelle községekkel határos.

## Népesség
A település népessége az elmúlt években az alábbi módon változott:
| Lakosok száma | 236  | 500  | 469  | 485  | 481  | 469  | 453  | 457  | 457  | 466  |
|               | 1968 | 1982 | 1990 | 2006 | 2013 | 2015 | 2017 | 2019 | 2020 | 2022 |